# Rolf Barmen
Rolf Jørgen Barmen (Bergen, 26 dicembre 1964) è un dirigente sportivo, allenatore di calcio ed ex calciatore norvegese, di ruolo centrocampista.

## Biografia
È il padre di Kristoffer Barmen, calciatore professionista.

## Carriera
Barmen ha giocato per il Fyllingen dal 1983 al 1997. Ha esordito in 1. divisjon in data 29 aprile 1990, schierato titolare nel successo casalingo per 4-1 sullo Start. Il 4 giugno successivo ha segnato la prima rete nella massima divisione locale, nella vittoria interna per 2-0 sullo Strømsgodset. Nella stessa stagione, il Fyllingen ha centrato la qualificazione alla Coppa delle Coppe 1991-1992, in virtù della finale nel Norgesmesterskapet, persa contro il Rosenborg.
Il 18 settembre 1991 ha così giocato la prima partita nelle competizioni europee per club, venendo schierato titolare nell'andata dei sedicesimi di finale della manifestazione, partita persa per 0-1 contro l'Atlético Madrid. Il Fyllingen è poi retrocesso al termine del campionato 1991, tornando nella massima divisione per la stagione 1993.
Già negli ultimi anni della carriera agonistica, Barmen ha ricoperto parallelamente un ruolo nello staff tecnico del Fyllingen. Dal 1999 al 2001 è stato allenatore del Nest-Sotra, compagine con cui ha conquistato la promozione dalla 3. divisjon alla 2. divisjon.
Dal 2014 al 2015 è stato presidente del Brann.